# Grædstrup
Grædstrup er en landsby i Østjylland med 208 indbyggere  (2024). Grædstrup er beliggende fem kilometer vest for Brædstrup. Byen ligger i Region Midtjylland og hører til Horsens Kommune.
Grædstrup er beliggende i Grædstrup Sogn og Grædstrup Kirke ligger i byen.